# Fear Street (serie di film)
Fear Street è una serie di film e libri horror statunitensi basati sull'omonima serie di libri di R. L. Stine. La serie è caratterizzata da elementi slasher e soprannaturali, i film ruotano attorno a un gruppo di adolescenti che cercano di spezzare la maledizione che grava sulla loro città da centinaia di anni. I primi tre capitoli sono stati diretti da Leigh Janiak. Il quarto film in uscita nel 2025 sarà diretto da Matt Palmer, su sceneggiatura scritta da lui insieme a Donald McLeary. Prodotti e sviluppati da 20th Century Studios e Chernin Entertainment, i diritti di distribuzione del film sono stati acquisiti da Netflix, in seguito all'acquisto della 21st Century Fox da parte della Walt Disney Company.
I primi tre film sono stati girati consecutivamente e sono stati distribuiti settimanalmente come film originali Netflix in luglio 2021, ricevendo recensioni positive. La serie continuerà con un quarto film in uscita nel 2025.

## Sviluppo
Nell'ottobre 1997 Hollywood Pictures avviò delle trattative per acquisire i diritti della serie di romanzi Fear Street con l'intento di sviluppare, insieme alla Parachute Entertainment, un franchise cinematografico simile a Scream. Gli accordi non si sono mai concretizzati.
Nell'ottobre 2015, un film basato sulla serie Fear Street di Stine era in fase di sviluppo presso 20th Century Fox e Chernin Entertainment. Il 13 febbraio 2017, The Tracking Board riportò che Kyle Killen avrebbe scritto la sceneggiatura del film. Nel luglio dello stesso anno fu annunciato che l'adattamento sarebbe diventato una trilogia, con Leigh Janiak alla la regia e la riscrittura della sceneggiatura affidata a lei e al suo partner Phil Graziadei. Anche Zak Olkewicz stava lavorando a una sceneggiatura. I film dovevano essere girati consecutivamente, con l'intenzione di distribuirli nelle sale a distanza di un mese l'uno dall'altro. Janiak descrive il formato come un "ibrido tra contenuti televisivi tradizionali e film", con ogni puntata pensata sia per avere un finale soddisfacente sia per collegarsi a una storia più ampia.
La serie è incentrata su una giovane coppia lesbica, che affronta una difficile relazione mentre vengono prese di mira dagli orrori nella loro piccola città. Nel marzo 2019, le riprese iniziarono ad Atlanta e East Point, in Georgia, con alcune scene girate in agosto all'Hard Labor Creek State Park. Le riprese sono durate 106 giorni e si sono concluse nel settembre 2019.
Nell'aprile 2020, Chernin Entertainment ha concluso il suo accordo di distribuzione con 20th Century Studios e ha stipulato un accordo pluriennale di prima visione con Netflix, il che portò quest'ultima a distribuire i primi tre film.

## Film
| Film                      | Data di uscita negli Stati Uniti | Regista      | Sceneggiatori                              | Soggetto di                                 | Produttori                                  |
| ------------------------- | -------------------------------- | ------------ | ------------------------------------------ | ------------------------------------------- | ------------------------------------------- |
| Fear Street Parte 1: 1994 | 2 luglio 2021                    | Leigh Janiak | Leigh Janiak e Phil Graziadei              | Leigh Janiak, Phil Graziadei e Kyle Killen  | Peter Chernin, Jenno Topping e David Ready  |
| Fear Street Parte 2: 1978 | 9 luglio 2021                    | Leigh Janiak | Leigh Janiak e Zak Olkewicz                | Leigh Janiak, Phil Graziadei e Zak Olkewicz | Peter Chernin, Jenno Topping e David Ready  |
| Fear Street Parte 3: 1666 | 16 luglio 2021                   | Leigh Janiak | Leigh Janiak, Phil Graziadei e Kate Trefry | Leigh Janiak, Phil Graziadei e Kate Trefry  | Peter Chernin, Jenno Topping e David Ready  |
| Fear Street: Prom Queen   | 23 maggio 2025                   | Matt Palmer  | Matt Palmer e Donald McLeary               | Matt Palmer e Donald McLeary                | Peter Chernin, Jenno Topping e Kori Adelson |

### Fear Street Parte 1: 1994(2021)
Dopo una serie di brutali omicidi, un gruppo di adolescenti affronta una forza malvagia che tormenta la loro famigerata città da secoli.
Il film è uscito il 2 luglio 2021. Janiak lo descrive come influenzato dai film slasher degli anni '90, in particolare Scream.

### Fear Street Parte 2: 1978(2021)
Nella città maledetta di Shadyside, un assassino seriale terrorizza Camp Nightwing e trasforma un'estate di divertimento in una macabra lotta per la sopravvivenza.
Il film è uscito il 9 luglio 2021. Janiak afferma di essere stata influenzata da Venerdì 13.

### Fear Street Parte 3: 1666(2021)
Tornata indietro nel 1666, Deena scopre la verità su Sarah Fier. Nel 1994, gli amici lottano per la loro vita e per il futuro di Shadyside.
Il film è uscito il 16 luglio 2021. Janiak lo paragona a Il Nuovo Mondo.

### Fear Street: Prom Queen(2025)
In luglio 2021, il regista Leigh Janiak ha espresso interesse nell'ampliare la serie di film oltre la trilogia iniziale, dichiarando di essere interessata ad adattare un film slasher ambientato negli anni '50 e incentrato su Harry Rooker/The Milkman. Anche i membri del cast hanno espresso interesse nel riprendere i propri ruoli.
In luglio 2022, Stine ha dichiarato che sono in corso discussioni per lo sviluppo di altri film della serie. Più tardi quel mese, Bloody Disgusting confermò tale affermazione con Netflix, specificando che i piani ufficiali sarebbero stati annunciati in futuro. A dicembre, è stato annunciato che Chloe Okuno avrebbe ricoperto il ruolo di regista nel prossimo capitolo di Fear Street e che la Chernin Entertainment sarebbe tornata come uno degli studi di produzione. Nell'ottobre 2023, Stine dichiarò che la serie di film continuerà e che ci sono ulteriori capitoli di Fear Street in fase di sviluppo. Nel novembre dello stesso anno, Scott Stuber, responsabile del settore cinematografico di Netflix, confermò che un quarto film di Fear Street era in fase di scrittura. Nel gennaio 2024, Stine annunciò che il prossimo film sarebbe stato un adattamento del suo romanzo The Prom Queen dalla serie di libri originale. Nel marzo 2024 il progetto è stato annunciato ufficialmente con il titolo di Fear Street: Prom Queen. Matt Palmer dirigerà il film, basato su una sceneggiatura da lui scritta insieme a Donald McLeary. La trama sarà ambientata nel 1988; durante la stagione del ballo di fine anno quando le studentesse della Shadyside High competono per la corona di reginetta, tutto cambia quando una sconosciuta si unisce alla competizione e, una dopo l'altra, le ragazze iniziano a scomparire. Il cast è stato annunciato con India Fowler, Suzanna Son, Fina Strazza, David Iacono, Ella Rubin, Chris Klein, Lili Taylor e Katherine Waterston.

## Pubblicazione
Il primo film sarebbe dovuto uscire nelle sale nel giugno 2020, ma l'uscita è stata posticipata a causa della pandemia di COVID-19. Nell'aprile 2020, Chernin Entertainment ha concluso il suo accordo di distribuzione con 20th Century Studios e ha stipulato un accordo pluriennale di esclusività con Netflix. Nell'agosto 2020, Netflix ha acquisito i diritti di distribuzione dei film, i quali sono stati distribuiti come Netflix Original Films.
La trilogia di film è vietata ai minori di 17 anni. Lo scrittore della serie di romanzi originale R.L. Stine ha elogiato la regia e gli adattamenti dei suoi libri.
I film sono stati distribuiti in un arco di tre settimane: 2 luglio, 9 luglio e 16 luglio.

## Produzione
| Film                      | Compositori                                  | Direttore della fotografia | Redattore             | Società di produzione                                        | Società distributrice | Durata            |
| ------------------------- | -------------------------------------------- | -------------------------- | --------------------- | ------------------------------------------------------------ | --------------------- | ----------------- |
| Fear Street Parte 1: 1994 | Marco Beltrami & Marcus Trumpp               | Caleb Heymann              | Rachele Goodlett Katz | 20th Century Studios Chernin Entertainment Netflix Originals | Netflix               | 1 ora e 47 minuti |
| Fear Street Parte 2: 1978 | Marco Beltrami & Brandon Roberts             | Caleb Heymann              | Rachele Goodlett Katz | 20th Century Studios Chernin Entertainment Netflix Originals | Netflix               | 1 ora e 50 minuti |
| Fear Street Parte 3: 1666 | Marco Beltrami, Marcus Trumpp & Anna Drubich | Caleb Heymann              | Rachele Goodlett Katz | 20th Century Studios Chernin Entertainment Netflix Originals | Netflix               | 1 ora e 53 minuti |
| Fear Street: Prom Queen   | TBA                                          | TBA                        | TBA                   | Chernin Entertainment Netflix Originals                      | Netflix               | TBA               |

## Accoglienza
| Film                      | Rotten Tomatoes   | Metacritic         |
| ------------------------- | ----------------- | ------------------ |
| Fear Street Parte 1: 1994 | 84% (118 reviews) | 67 (20 recensioni) |
| Fear Street Parte 2: 1978 | 88% (108 reviews) | 61 (16 recensioni) |
| Fear Street Parte 3: 1666 | 89% (99 reviews)  | 68 (15 recensioni) |

## Riconoscimenti
| Anno | Premio                  | Categoria                     | Destinatario/i          | Risultato |
| ---- | ----------------------- | ----------------------------- | ----------------------- | --------- |
| 2022 | Premi GLAAD Media       | Miglior film TV               | la trilogia Fear Street | Candidato |
| 2022 | Premi MTV per film e TV | La performance più spaventosa | Sadie Lavello           | Candidato |